# Далат
Далат  (в'єт. Đà Lạt) — місто у південному В'єтнамі, столиця провінції Ламдонг. Місто розташоване на висоті 1 500 м над рівнем моря на плато Лангб'янг у південній частині Центрального нагір'я (в'єт. Tây Nguyên). Місто — популярний туристичний центр.

## Персоналії
- Марі-Франс Пізьє (1944—2011) — французька акторка театру і кіно, режисерка і сценаристка.
- Лінда Ле (1963—2022) — французька письменниця в'єтнамського походження.